# Crazy (canción de From Ashes to New)
«Crazy» es una canción de la banda estadounidense de nu metal From Ashes to New, lanzado a través de Better Noise Music el 1 de febrero de 2018 como el primer sencillo de su segundo álbum de estudio The Future (2018). La canción alcanzó en el numero 3 en la lista deBillboard Mainstream Rock Songs en julio de 2018.

## Antecedentes
La canción se lanzó como el primer sencillo de su segundo álbum de estudio The Future, lanzado antes del lanzamiento del álbum en febrero de 2018. La canción debutó con un video con la letra el 2 de febrero, seguido de un video musical completo que se lanzó un mes después, el 6 de marzo. La canción fue la primera en lanzarse con la nueva formación de la banda; el fundador de la banda, Matt Brandyberry, y el guitarrista Lance Dowdle regresaron de la formación anterior, junto con el nuevo vocalista Danny Case y el nuevo baterista Mat Madiro, anteriormente baterista de Trivium.
En julio de 2018, la canción alcanzó el número 3 en la lista de Billboard Mainstream Rock Songs, convirtiéndose en la canción de la banda con mejor clasificación, por delante de "Through It All", que alcanzó el número 6.

## Composición y temas
La letra de la canción se escribió en torno a una experiencia de Case, quien explicó:

«'Crazy' es, en esencia, una canción sobre alguien o algo que te vuelve completamente loco y te hace sentir incapaz de alejarte de ello. Siento que todos, en algún momento de la vida, experimentamos eso. En mi caso, salí con alguien muy poco tiempo y sentí que todo lo que decía y hacía estaba mal. Sinceramente, pensé que estaba perdiendo la cabeza porque sabía que era una mala situación, pero simplemente sentí que no podía alejarme. Creo que tener esa experiencia de vida nos ayudó mucho cuando nos sentamos a escribir la letra».

Brandyberry afirmó que la canción también estaba inspirada en las dificultades que había estado atravesando con la banda en los años anteriores, incluidos los miembros que abandonaron la banda, y el estrés y la ansiedad resultantes a causa de ello.

## Posicionamiento en lista
| Lista (2018)                                     | Posición |
| ------------------------------------------------ | -------- |
| Alemania (Rock Airplay (Official German Charts)) | 3        |
| Estados Unidos (Hot Rock & Alternative Songs)    | 45       |
| Estados Unidos (Rock Airplay)                    | 23       |
| Estados Unidos (Mainstream Rock (Billboard))     | 3        |

## Personal
From Ashes to New
- Danny Case – voz principal
- Matt Brandyberry – voz de rap, teclados, guitarra rítmica, bajo
- Lance Dowdle – guitarra principal, bajo
- Mat Madiro – batería